# Yū Suzuki

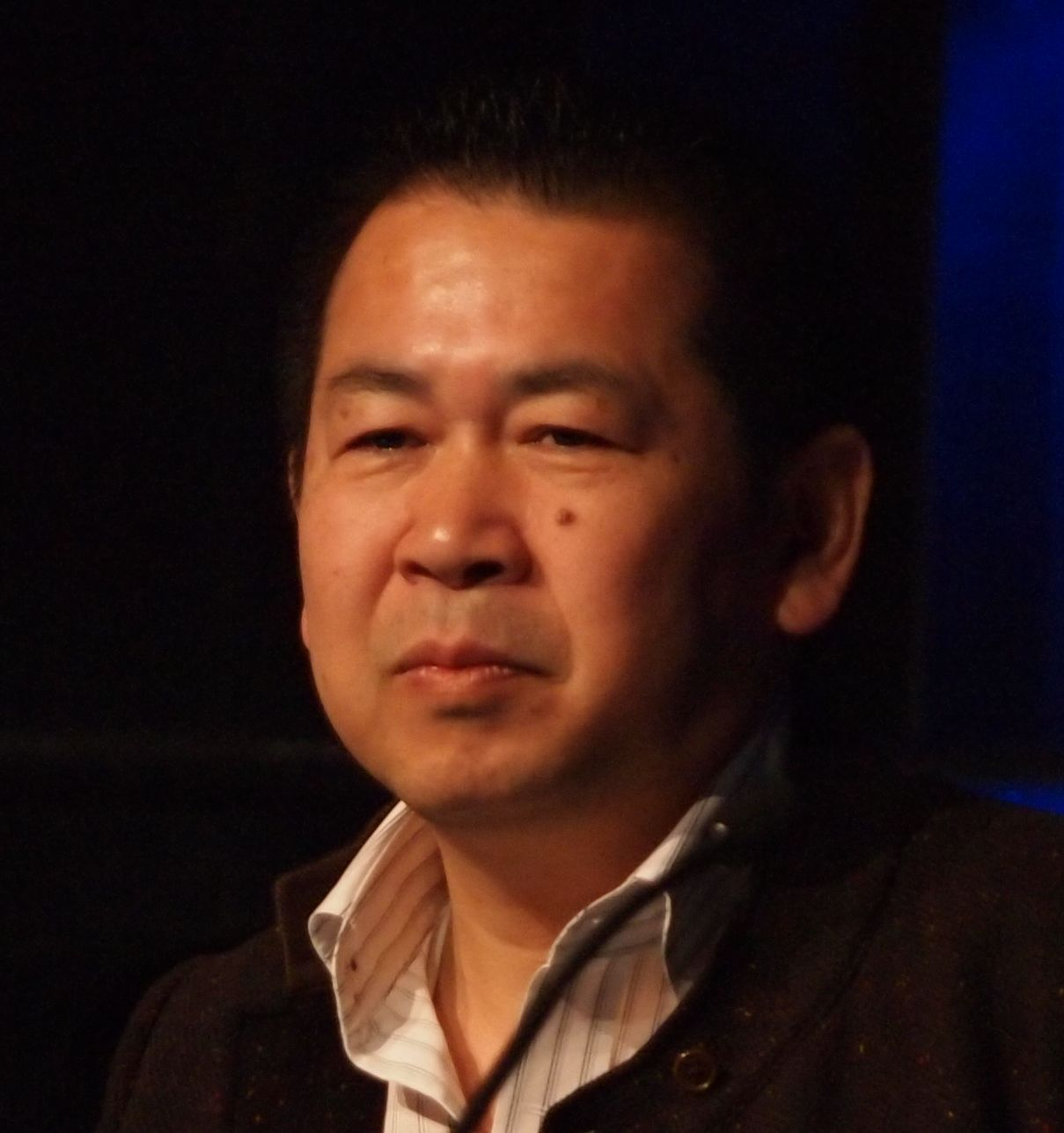
Suzuki (2011)

Yū Suzuki (jap. 鈴木 裕, Suzuki Yū; * 10. Juni 1958 in Kamaishi, Präfektur Iwate, Japan) ist ein japanischer Spieleentwickler und -produzent.

## Karriere
Yū Suzuki wurde als ältestes von zwei Kindern in Kamaishi geboren. Seine Eltern waren beide Grundschullehrer, die ihn in seinen künstlerischen Interessen unterstützten. Vor dem Besuch der Oberschule erwog Suzuki, wie seine Eltern und auch seine Schwester, ebenfalls den Beruf des Lehrers zu ergreifen. Da er die nötige Aufnahmeprüfung jedoch nicht bestand, scheiterte später sein Wunsch, Zahnarzt zu werden. Schließlich studierte er in der Wissenschaftsuniversität in Okayama Programmierung, wo er Anfang der 1980er erfolgreich abschloss.
Seine Karriere in der Videospielbranche begann Suzuki 1983 bei Sega, wo er bis heute arbeitet. Zu dieser Zeit begann er mit der Entwicklung einiger Arcade-Spiele, mit denen er bereits große Erfolge feiern konnte. 1993 veröffentlichte er mit dem Spiel Virtua Fighter das erste Prügelspiel (Beat ’em up), bei dem die Charaktere nicht mehr aus 2D-Bitmaps bestehen, sondern als Polygone berechnet wurden.
Als „Lebensaufgabe“ und „Erfüllung eines Traums“ bezeichnete Yū Suzuki die Entwicklung seines bislang ambitioniertesten Projektes, das mit 47 Millionen Dollar bis dahin teuerste und in der Entwicklung aufwändigste Videospiel Shenmue. Obwohl das Spiel, wie auch dessen Nachfolger Shenmue II, weltweit Kritikerlob erhielt und zahlreiche Videospieler in Euphorie versetzte, war ihm kein großer Verkaufserfolg beschieden. Suzuki zog sich daraufhin vorerst aus der aktiven Entwicklung von Konsolenspielen zurück und arbeitete wieder verstärkt an Arcade-Spielen. Nachdem eine Kickstarter-Kampagne für eine Fortsetzung der Shenmue-Spieleserie erfolgreich verlaufen war, arbeitete er an der Entwicklung von Shenmue III.
Suzuki war Präsident des Sega-internen Entwicklerstudios AM2, bis er am 30. Juni 2003 durch Hiroshi Kataoka abgelöst wurde. 2003 wurde Yu Suzuki in die AIAS Hall of Fame aufgenommen.
Der leidenschaftliche Gitarrist Suzuki ist verheiratet und lebt in Tokio.

## Spiele von Suzuki (als Leiter oder Produzent)
- 1985: Space Harrier
- 1985: Hang-On
- 1986: Out Run
- 1986: Super Hang On
- 1987: After Burner II
- 1988: Space Harrier II
- 1988: Power Drift
- 1989: Turbo Outrun
- 1992: Virtua Racing
- 1993: Virtua Fighter
- 1994: Virtua Cop
- 1994: Virtua Fighter 2
- 1995: Virtua Cop 2
- 1996: Virtua Fighter 3
- 1997: Virtua Fighter 3 Team Battle
- 1999: Ferrari F355 Challenge
- 1999: Shenmue
- 2001: Shenmue II
- 2001: Virtua Fighter 4
- 2019: Shenmue III
- 2022: Air Twister